# BS見本市15祭
『BS見本市15祭』（ビーエスみほんいちじゅうごさい）は、日本の民放キー局5局が設立したBS日テレ、BS朝日、BS-TBS、BSジャパン、BSフジが2000年12月1日に一斉開局してから15年が経過したのを記念し、2015年12月1日から2016年1月31日までこの5局が共同で行っていたキャンペーンである。

## 概要
開局から満「15歳」を迎えたこの5局の魅力を改めて視聴者に伝えるために企画されたキャンペーンで、「地上にない○○」をテーマに掲げていた。
実施期間中には、年末年始恒例のBS民放5局共同特別番組として共同製作した『バック・トゥ・ザ21世紀〜気づけば未来があふれてた〜』を各局持ち回りで放送。他に、各局が過去に製作・放送してきた特別番組の再放送も行っていた。これらの特番には、抽選で様々な豪華賞品が当たる視聴者プレゼントが用意されていた。